# Більше мене
Більше мене — комедійний фільм 2007 року.

## Сюжет
Еліс — справжня сучасна жінка, якою рухає прагнення всього досягнути. Вона і справжній професіонал в своїй справі, і любляча дружина, і дбайлива мати. Але важко досягти досконалості у всьому. Врешті-решт особа Еліс розколюється на три частини, які знаходять самостійне життя. Спочатку Еліс насолоджується відчуттям небувалої свободи, але скоро кожна з її «личин» починає бунтувати на своїй території.